# Perilecanium urbanus
Perilecanium urbanus är en insektsart som beskrevs av Fonseca 1969. Perilecanium urbanus ingår i släktet Perilecanium och familjen skålsköldlöss. Inga underarter finns listade i Catalogue of Life.